# Notturno in nero e oro - Il razzo cadente
Notturno in nero e oro – Il razzo cadente (Nocturne in Black and Gold – The Falling Rocket) è un dipinto del pittore americano James Abbott McNeill Whistler, realizzato nel 1872–1877 e conservato al Detroit Institute of Arts.

## Descrizione

### Un quadro simbolista
I Cremorne Gardens erano una famosissima area verde di Chelsea, adagiata sulle rive del Tamigi, dove il bel mondo londinese si riuniva per ammirarvi spettacoli pirotecnici. Il «razzo cadente» menzionato del titolo del dipinto è in effetti proprio un fuoco d'artificio, del quale tuttavia non rimane che una pioggia di scintille dorate che danza nella notte nebbiosa di Londra e inonda la città di una luce lieve e sulfurea. La resa pittorica della nebbia perlacea dell'Inghilterra colpì molto Oscar Wilde, per il quale Whistler è stato l'«inventore» della nebbia londinese, non tanto perché questo essa non fosse mai stato oggetto di rappresentazione artistica, ma perché egli fu il primo pittore a non fermarsi alla realtà fenomenica e a coglierne gli aspetti più allusivi e misteriosi.
L'opera, in effetti, si presta a una miriade di letture diverse a seconda dell'osservatore coinvolto: ecco, allora, che molti critici vi hanno individuato lanterne giapponesi in volo, oppure avvolgenti visioni cosmiche. È proprio questo il fine ultimo perseguito da Whistler, non più deferente a una resa rigorosamente realistica e contingente del mondo esterno, ma già simbolista nel senso che cerca di cogliere con il pennello realtà «altre», più nascoste e autentiche:
(James Abbott McNeill Whistler)

### Una sinfonia di colori
L'opera, in effetti, si svincola deliberatamente dall'esigenza di narrazione e dalle costrizioni della forma e assume un'espressività decisamente protoastrattista. Non per questo, tuttavia, bisogna pensare che la stesura del Notturno sia stata dozzinale. Whistler, anzi, medita assai profondamente sulle pennellate, talvolta più calligrafiche talvolta più fluide, a seconda dell'entità rappresentata. La stessa ponderatezza si riscontra negli equilibri cromatici dell'opera: Whistler, infatti, per raggiungere quel senso di mistero di cui si è già parlato, non esita a orchestrare preziosi accordi di colore, restringendo la sua tavolozza a tonalità di ocra, vermiglio, rosso veneziano, terra d'ombra, cobalto e nero d'avorio. Così facendo, Whistler mostra di prediligere una pittura sottile ed aerea, con i colori che aspirano a rievocare ritmi musicali, nel segno di una nuova sintesi estetica, artistica e sensoriale. Ce lo testimonia proprio il titolo del quadro, Notturno, termine musicologico che si riferisce a composizioni destinate all'esecuzione all'aperto e di notte:
(James Abbott McNeill Whistler)
Questa sofisticata concezione dell'arte risponde pienamente alle prescrizioni dell'Estetismo, atteggiamento del gusto e del pensiero per il quale le opere d'arte non vanno inquinate con finalità di tipo utilitaristico o didascalico, bensì devono esclusivamente ricercare la pura bellezza. Il Notturno in nero e oro, infatti, rispecchia fedelmente la mentalità degli esteti più convinti, primo fra tutti Walter Pater, strenuo sostenitore del motto «l'arte per l'arte» e promotore di una mistica coincidenza di pittura e musica: «L'intera arte aspira costantemente alla condizione della musica», avrebbe affermato ne La scuola di Giorgione. Pur rifacendosi a modelli colti, tuttavia, l'opera fu giudicata assai negativamente dal pubblico. Tra i critici più virulenti vi furono Edward Burne-Jones, secondo il quale «il dipinto non è che una delle migliaia di tentativi non riusciti di rappresentare la notte», e in particolar modo John Ruskin, che paragonò il dipinto a «una secchiata di colori gettata in faccia al pubblico». Whistler, oltraggiato da quest'ultimo affronto, avrebbe trascinato Ruskin nelle aule del tribunale e inscenato un processo, dal quale derivò esclusivamente un indennizzo simbolico di uno scellino. Per maggiori dettagli si consulti il paragrafo James Abbott McNeill Whistler § Whistler contro Ruskin.